# Пеховский, Казимеж
Казимеж Пеховский (3 октября 1919 года, Райковы — 16 декабря 2017 года, Гданьск) — польский инженер, узник Освенцима, который с тремя товарищами организовал побег из лагеря смерти на машине гауптштурмфюрера СС Кройцмана (по другим данным — на грузовике Рудольфа Хёсса).

## Биография
Казимеж Пеховский родился 3 октября 1919 года. По национальности поляк. Казимеж Пеховский был одним из немногих политических узников Освенцима. 12 ноября 1939 года его схватили во время попытки перебраться во Францию для присоединения к движению Сопротивления. В начале его отправили в тюрьму гестапо в Балигрод, затем в тюрьму в Санок, потом в тюрьму Монтелюпих в Кракове и в Освенцим. В Освенциме К. Пеховский каждый день носил трупы в крематорий.
Утром 20 июня 1942 года, ровно через два года после прибытия в лагерь смерти, Пеховский вместе с ветераном обороны Польши от немцев Станиславом Густавом Ястером, священником Юзефом Лемпартом и украинским механиком Эугениушем Бендерой сбежали из центрального лагеря, переодевшись в форму солдат СС. На расстоянии около 60 километров от лагеря они бросили угнанную машину Steyr 220. После побега в отместку за его побег родители Пеховского были арестованы нацистами и погибли в Освенциме. Именно после его побега нацисты начали политику нанесения татуировок заключенным.
Пеховский присоединился к Армии Крайовой. После войны он окончил Гданьский политехнический университет и стал инженером, а затем нашел работу в Померании. Как член польской Армии Крайовой был обвинен в предательстве и осуждён на 10 лет. Он отсидел семь лет.

## Память
- В 2006 году Пеховский был назван почетным гражданином города Тчева.
- В 2007 году кинорежиссёр Марек Павловский снял документальный фильм о побеге[2].
- В 2009 году британская певица Кэти Карр выпустила песню о Пеховском под названием «Kommander’s Car».